# Bulgarie aux Jeux olympiques d'été de 2024
La Bulgarie participe aux Jeux olympiques de 2024 à Paris. Il s'agit de sa 22e participation à des Jeux olympiques d'été.
Le nageur Lyubomir Epitropov et la boxeuse Stanimira Petrova sont nommés porte-drapeau de la délégation en juin 2024.

## Nombre d’athlètes qualifiés par sport
Voici la liste des qualifiés et sélectionnés bulgares par sport (remplaçants compris) :
| Sport                                                                               | Hommes  | Femmes  | Total   |
| ----------------------------------------------------------------------------------- | ------- | ------- | ------- |
| Athlétisme                                                                          | 2       | 3       | 5       |
| Aviron                                                                              | 1       | 1       | 2       |
| Badminton                                                                           | 0       | 3       | 3       |
| Boxe                                                                                | 3       | 2       | 5       |
| Canoë-kayak                                                                         | 0       | 1       | 1       |
| Escrime                                                                             | 0       | 1       | 1       |
| Gymnastique                                                                         | 1       | 8       | 9       |
| Haltérophilie                                                                       | 3       | 0       | 0       |
| Judo                                                                                | 2       | 0       | 2       |
| Lutte                                                                               | 4       | 2       | 6       |
| Sports aquatiques • Natation sportive • Plongeon • Natation artistique • Water-polo | 3 0 0 0 | 1 0 0 0 | 4 0 0 0 |
| Pentathlon moderne                                                                  | 1       | 0       | 1       |
| Taekwondo                                                                           | 0       | 1       | 1       |
| Tennis                                                                              | 0       | 1       | 1       |
| Tir                                                                                 | 1       | 1       | 2       |
| Total                                                                               | 21      | 25      | 46      |

## Bilan général
| Sport              | Médaille d'or, Jeux olympiques | Médaille d'argent, Jeux olympiques | Médaille de bronze, Jeux olympiques | Total | Rang pays |
| ------------------ | ------------------------------ | ---------------------------------- | ----------------------------------- | ----- | --------- |
| Athlétisme         |                                |                                    |                                     |       |           |
| Aviron             |                                |                                    |                                     |       |           |
| Badminton          |                                |                                    |                                     |       |           |
| Boxe               |                                |                                    |                                     |       |           |
| Canoë-kayak        |                                |                                    |                                     |       |           |
| Escrime            |                                |                                    |                                     |       |           |
| Gymnastique        |                                |                                    |                                     |       |           |
| Haltérophilie      |                                |                                    |                                     |       |           |
| Judo               |                                |                                    |                                     |       |           |
| Lutte              |                                |                                    |                                     |       |           |
| Natation           |                                |                                    |                                     |       |           |
| Pentathlon moderne |                                |                                    |                                     |       |           |
| Taekwondo          |                                |                                    |                                     |       |           |
| Tennis             |                                |                                    |                                     |       |           |
| Tir                |                                |                                    |                                     |       |           |
| Total              |                                |                                    |                                     |       |           |

| Jour       | Médaille d'or, Jeux olympiques | Médaille d'argent, Jeux olympiques | Médaille de bronze, Jeux olympiques | Total |
| ---------- | ------------------------------ | ---------------------------------- | ----------------------------------- | ----- |
| 26 juillet |                                |                                    |                                     |       |
| 27 juillet |                                |                                    |                                     |       |
| 28 juillet |                                |                                    |                                     |       |
| 29 juillet |                                |                                    |                                     |       |
| 30 juillet |                                |                                    |                                     |       |
| 31 juillet |                                |                                    |                                     |       |
| 1er août   |                                |                                    |                                     |       |
| 2 août     |                                |                                    |                                     |       |
| 3 août     |                                |                                    |                                     |       |
| 4 août     |                                |                                    |                                     |       |
| 5 août     |                                |                                    |                                     |       |
| 6 août     |                                |                                    |                                     |       |
| 7 août     |                                |                                    |                                     |       |
| 8 août     |                                |                                    |                                     |       |
| 9 août     |                                |                                    |                                     |       |
| 10 août    |                                |                                    |                                     |       |
| 11 août    |                                |                                    |                                     |       |
| Total      |                                |                                    |                                     |       |

| Sexe   | Médaille d'or, Jeux olympiques | Médaille d'argent, Jeux olympiques | Médaille de bronze, Jeux olympiques | Total |
| ------ | ------------------------------ | ---------------------------------- | ----------------------------------- | ----- |
| Hommes |                                |                                    |                                     |       |
| Femmes |                                |                                    |                                     |       |
| Mixte  |                                |                                    |                                     |       |
| Total  | 3                              | 1                                  | 3                                   | 7     |

## Médaillés
| Sport         | Discipline            | Athlète(s)        | Performance                    | Date   |
| ------------- | --------------------- | ----------------- | ------------------------------ | ------ |
| Lutte         | Moins de 87 kg hommes | Semen Novikov     | 07 - 00 contre Alireza Mohmadi | 8 août |
| Lutte         | Moins de 86 kg hommes | Magomed Ramazanov | 07 - 01 contre Hassan Yazdani  | 9 août |
| Haltérophilie | Moins de 89 kg hommes | Karlos Nasar      | 404 kg                         | 9 août |

| Sport       | Discipline                  | Athlète(s)     | Performance | Date   |
| ----------- | --------------------------- | -------------- | ----------- | ------ |
| Gymnastique | Concours général individuel | Boryana Kaleyn | 140.600     | 9 août |

| Sport         | Discipline            | Athlète(s)       | Performance                              | Date   |
| ------------- | --------------------- | ---------------- | ---------------------------------------- | ------ |
| Taekwondo     | Moins de 57 kg femmes | Kimia Alizadeh   | 2 - 1 contre Luo Zongshi (en)            | 8 août |
| Haltérophilie | Moins de 73 kg hommes | Bozhidar Andreev | 344 kg                                   | 8 août |
| Boxe          | Poids plumes hommes   | Javier Ibáñez    | 1 - 4 contre Munarbek Seiitbek Uulu (en) | 8 août |

## Résultats

### Athlétisme

#### Hommes
| Athlètes | Épreuve          | Qualification | Qualification | Finale      | Finale |
| Athlètes | Épreuve          | Performance   | Rang          | Performance | Rang   |
| -------- | ---------------- | ------------- | ------------- | ----------- | ------ |
|          | Saut en hauteur  | m             | e             | m           | e      |
|          | Saut en longueur | m             | e             | m           | e      |

#### Femmes
| Athlètes | Épreuve          | Qualification | Qualification | Finale      | Finale |
| Athlètes | Épreuve          | Performance   | Rang          | Performance | Rang   |
| -------- | ---------------- | ------------- | ------------- | ----------- | ------ |
|          | Saut en hauteur  | m             | e             | m           | e      |
|          | Saut en longueur | m             | e             | m           | e      |
|          | Triple saut      | m             | e             | m           | e      |

### Aviron
| Athlètes | Compétition | Série | Série | Repêchage | Repêchage | Quart de finale | Quart de finale | Demi-finale | Demi-finale | Finale | Finale |
| Athlètes | Compétition | Temps | Rang  | Temps     | Rang      | Temps           | Rang            | Temps       | Rang        | Temps  | Rang   |
| -------- | ----------- | ----- | ----- | --------- | --------- | --------------- | --------------- | ----------- | ----------- | ------ | ------ |
|          | Skiff       |       | e     |           | e         |                 | e               |             | e           |        | e      |

| Athlètes | Compétition | Série | Série | Repêchage | Repêchage | Quart de finale | Quart de finale | Demi-finale | Demi-finale | Finale | Finale |
| Athlètes | Compétition | Temps | Rang  | Temps     | Rang      | Temps           | Rang            | Temps       | Rang        | Temps  | Rang   |
| -------- | ----------- | ----- | ----- | --------- | --------- | --------------- | --------------- | ----------- | ----------- | ------ | ------ |
|          | Skiff       |       | e     |           | e         |                 | e               |             | e           |        | e      |

### Badminton
| Athlètes                       | Compétition  | Phase de groupes                               | Phase de groupes                        | Phase de groupes              | Phase de groupes | 8e de finale     | Quarts de finale                   | Demi-finales     | Finale / 3e place | Finale / 3e place |
| Athlètes                       | Compétition  | Adversaire Score                               | Adversaire Score                        | Adversaire Score              | Rang             | Adversaire Score | Adversaire Score                   | Adversaire Score | Adversaire Score  | Rang              |
| ------------------------------ | ------------ | ---------------------------------------------- | --------------------------------------- | ----------------------------- | ---------------- | ---------------- | ---------------------------------- | ---------------- | ----------------- | ----------------- |
| Kaloyana Nalbantova            | Simple dames | An Se-young 15-21 11-21                        | Qi Xuefei 21-18 21-18                   | Non disputé                   | 2e du gr. A      | Éliminée         | Éliminée                           | Éliminée         | Éliminée          | 14e               |
| Gabriela Stoeva Stefani Stoeva | Double dames | Yeung Nga Ting Yeung Pui Lam 21-11 21-23 21-15 | Liu Shengshu Tan Ning 21-19 10-21 16-21 | Annie Xu Kerry Xu 21-18 21-12 | 2e du gr. B      | Non disputé      | Chen Qingchen Jia Yifan 15-21 8-21 | Éliminés         | Éliminés          | 5e                |

### Boxe
| Athlètes | Catégorie               | 1/16e de finale     | 1/8e de finale      | Quart de finale     | Demi-finale         | Finale              | Rang |
| Athlètes | Catégorie               | Adversaire Résultat | Adversaire Résultat | Adversaire Résultat | Adversaire Résultat | Adversaire Résultat | Rang |
| -------- | ----------------------- | ------------------- | ------------------- | ------------------- | ------------------- | ------------------- | ---- |
|          | Poids plumes (-57 kg)   |                     |                     |                     |                     |                     | e    |
|          | Poids légers (-63,5 kg) |                     |                     |                     |                     |                     | e    |

| Athlètes | Catégorie             | 1/16e de finale     | 1/8e de finale      | Quart de finale     | Demi-finale         | Finale              | Rang |
| Athlètes | Catégorie             | Adversaire Résultat | Adversaire Résultat | Adversaire Résultat | Adversaire Résultat | Adversaire Résultat | Rang |
| -------- | --------------------- | ------------------- | ------------------- | ------------------- | ------------------- | ------------------- | ---- |
|          | Poids coqs (-54 kg)   |                     |                     |                     |                     |                     | e    |
|          | Poids plumes (-57 kg) |                     |                     |                     |                     |                     | e    |

### Canoë-kayak

#### Course en ligne
| Athlète | Compétition | Séries | Séries | Quarts de finale | Quarts de finale | Demi-finales | Demi-finales | Finales A, B, C | Finales A, B, C |
| Athlète | Compétition | Temps  | Rang   | Temps            | Rang             | Temps        | Rang         | Temps           | Rang            |
| ------- | ----------- | ------ | ------ | ---------------- | ---------------- | ------------ | ------------ | --------------- | --------------- |
|         | K1 500 m    |        | e      |                  | e                |              | e            |                 | e               |

### Escrime
| Athlète      | Compétition      | 1/32 de finale   | Seizièmes de finale      | Huitièmes de finale | Quarts de finale | Demi-finales / Classement | Finale / Classement | Rang |
| Athlète      | Compétition      | Adversaire Score | Adversaire Score         | Adversaire Score    | Adversaire Score | Adversaire Score          | Adversaire Score    | Rang |
| ------------ | ---------------- | ---------------- | ------------------------ | ------------------- | ---------------- | ------------------------- | ------------------- | ---- |
| Yoana Ilieva | Sabre individuel | Exemptée         | Takashima Victoire 15-10 | Szűcs Défaite 10-15 | Éliminée         | Éliminée                  | Éliminée            | 10e  |

### Gymnastique artistique
| Athlète | Compétition       | Qualifications | Qualifications | Qualifications | Qualifications | Qualifications    | Qualifications | Qualifications | Qualifications | Finale   | Finale         | Finale   | Finale   | Finale            | Finale     | Finale | Finale |
| Athlète | Compétition       | Appareil       | Appareil       | Appareil       | Appareil       | Appareil          | Appareil       | Total          | Rang           | Appareil | Appareil       | Appareil | Appareil | Appareil          | Appareil   | Total  | Rang   |
| Athlète | Compétition       | Sol            | Cheval d'arçon | Anneaux        | Saut           | Barres parallèles | Barre fixe     | Total          | Rang           | Sol      | Cheval d'arçon | Anneaux  | Saut     | Barres parallèles | Barre fixe | Total  | Rang   |
| ------- | ----------------- | -------------- | -------------- | -------------- | -------------- | ----------------- | -------------- | -------------- | -------------- | -------- | -------------- | -------- | -------- | ----------------- | ---------- | ------ | ------ |
|         | Concours général  |                |                |                |                |                   |                |                | e              |          |                |          |          |                   |            |        | e      |
|         | Sol               |                | -              | -              | -              | -                 | -              | -              | e              |          | -              | -        | -        | -                 | -          | -      | e      |
|         | Cheval d'arçons   | -              |                | -              | -              | -                 | -              | -              | e              | -        |                | -        | -        | -                 | -          | -      | e      |
|         | Anneaux           | -              | -              |                | -              | -                 | -              | -              | e              | -        | -              |          | -        | -                 | -          | -      | e      |
|         | Saut de cheval    | -              | -              | -              |                | -                 | -              | -              | e              | -        | -              | -        |          | -                 | -          | -      | e      |
|         | Barres parallèles | -              | -              | -              | -              |                   | -              | -              | e              | -        | -              | -        | -        |                   | -          | -      | e      |
|         | Barre fixe        | -              | -              | -              | -              | -                 |                | -              | e              | -        | -              | -        | -        | -                 |            | -      | e      |

| Athlète | Compétition         | Qualifications | Qualifications      | Qualifications | Qualifications | Qualifications | Qualifications | Finale   | Finale              | Finale   | Finale   | Finale | Finale |
| Athlète | Compétition         | Appareil       | Appareil            | Appareil       | Appareil       | Total          | Rang           | Appareil | Appareil            | Appareil | Appareil | Total  | Rang   |
| Athlète | Compétition         | Saut           | Barres asymétriques | Poutre         | Sol            | Total          | Rang           | Saut     | Barres asymétriques | Poutre   | Sol      | Total  | Rang   |
| ------- | ------------------- | -------------- | ------------------- | -------------- | -------------- | -------------- | -------------- | -------- | ------------------- | -------- | -------- | ------ | ------ |
|         | Concours général    |                |                     |                |                |                | e              |          |                     |          |          |        | e      |
|         | Saut de cheval      |                | -                   | -              | -              | -              | e              |          | -                   | -        | -        | -      | e      |
|         | Barres asymétriques | -              |                     | -              | -              | -              | e              | -        |                     | -        | -        | -      | e      |
|         | Poutre              | -              | -                   |                | -              | -              | e              | -        | -                   |          | -        | -      | e      |
|         | Sol                 | -              | -                   | -              |                | -              | e              | -        | -                   | -        |          | -      | e      |

### Gymnastique rythmique
| Athlète | Qualification | Qualification | Qualification | Qualification | Qualification | Qualification | Finale | Finale | Finale | Finale | Finale | Finale |
| Athlète |               |               |               |               | Total         | Rang          |        |        |        |        | Total  | Rang   |
| ------- | ------------- | ------------- | ------------- | ------------- | ------------- | ------------- | ------ | ------ | ------ | ------ | ------ | ------ |
|         |               |               |               |               |               | e             |        |        |        |        |        | e      |
|         |               |               |               |               |               | e             |        |        |        |        |        | e      |

| Athlètes | Qualification | Qualification | Qualification | Qualification | Finale | Finale | Finale | Finale |
| Athlètes | 5             | 3 + 2         | Total         | Rang          | 5      | 3 + 2  | Total  | Rang   |
| -------- | ------------- | ------------- | ------------- | ------------- | ------ | ------ | ------ | ------ |
|          |               |               |               | e             |        |        |        | e      |

### Haltérophilie
| Athlète | Compétition    | Arraché  | Arraché | Épaulé-jeté | Épaulé-jeté | Total | Rang |
| Athlète | Compétition    | Résultat | Rang    | Résultat    | Rang        | Total | Rang |
| ------- | -------------- | -------- | ------- | ----------- | ----------- | ----- | ---- |
|         | Moins de 61 kg | kg       | e       | kg          | e           | kg    | e    |
|         | Moins de 73 kg | kg       | e       | kg          | e           | kg    | e    |
|         | Moins de 89 kg | kg       | e       | kg          | e           | kg    | e    |

### Judo
| Athlète | Compétition    | 1er tour            | 2e tour             | Quart de finale     | Demi-finale         | Repêchage           | Finale / CB         | Rang |
| Athlète | Compétition    | Adversaire Résultat | Adversaire Résultat | Adversaire Résultat | Adversaire Résultat | Adversaire Résultat | Adversaire Résultat | Rang |
| ------- | -------------- | ------------------- | ------------------- | ------------------- | ------------------- | ------------------- | ------------------- | ---- |
|         | Moins de 73 kg |                     |                     |                     |                     |                     |                     | e    |
|         | Moins de 90 kg |                     |                     |                     |                     |                     |                     | e    |

### Lutte
| Athlète | Compétition    | Huitièmes de finale | Quart de finale     | Demi-finale         | Repêchage           | Finale / CB         | Rang |
| Athlète | Compétition    | Adversaire Résultat | Adversaire Résultat | Adversaire Résultat | Adversaire Résultat | Adversaire Résultat | Rang |
| ------- | -------------- | ------------------- | ------------------- | ------------------- | ------------------- | ------------------- | ---- |
|         | Moins de 86 kg |                     |                     |                     |                     |                     | e    |

| Athlète | Compétition    | Huitièmes de finale | Quart de finale     | Demi-finale         | Repêchage           | Finale / CB         | Rang |
| Athlète | Compétition    | Adversaire Résultat | Adversaire Résultat | Adversaire Résultat | Adversaire Résultat | Adversaire Résultat | Rang |
| ------- | -------------- | ------------------- | ------------------- | ------------------- | ------------------- | ------------------- | ---- |
|         | Moins de 62 kg |                     |                     |                     |                     |                     | e    |
|         | Moins de 76 kg |                     |                     |                     |                     |                     | e    |

| Athlète | Compétition     | Huitièmes de finale | Quart de finale     | Demi-finale         | Repêchage           | Finale / CB         | Rang |
| Athlète | Compétition     | Adversaire Résultat | Adversaire Résultat | Adversaire Résultat | Adversaire Résultat | Adversaire Résultat | Rang |
| ------- | --------------- | ------------------- | ------------------- | ------------------- | ------------------- | ------------------- | ---- |
|         | Moins de 87 kg  |                     |                     |                     |                     |                     | e    |
|         | Moins de 130 kg |                     |                     |                     |                     |                     | e    |

### Natation
| Athlète | Épreuve          | Séries      | Séries      | Demi-finales | Demi-finales | Finale | Finale |
| Athlète | Épreuve          | Temps       | Rang        | Temps        | Rang         | Temps  | Rang   |
| ------- | ---------------- | ----------- | ----------- | ------------ | ------------ | ------ | ------ |
|         | 400 m nage libre | Non disputé | Non disputé |              | e            |        | e      |
|         | 200 m dos        |             | e           |              | e            |        | e      |
|         | 100 m papillon   |             | e           |              | e            |        | e      |
|         | 200 m papillon   |             | e           |              | e            |        | e      |

| Athlète | Épreuve   | Séries | Séries | Demi-finales | Demi-finales | Finale | Finale |
| Athlète | Épreuve   | Temps  | Rang   | Temps        | Rang         | Temps  | Rang   |
| ------- | --------- | ------ | ------ | ------------ | ------------ | ------ | ------ |
|         | 100 m dos |        | e      |              | e            |        | e      |
|         | 200 m dos |        | e      |              | e            |        | e      |

### Pentathlon moderne
| Athlètes | Compétition | Qualifications Poule d'escrime | Qualifications Poule d'escrime | Demi-finale | Demi-finale | Demi-finale | Demi-finale | Demi-finale | Demi-finale | Demi-finale | Demi-finale | Demi-finale | Demi-finale | Demi-finale | Finale     | Finale     | Finale  | Finale  | Finale  | Finale  | Finale   | Finale   | Finale   | Finale    | Finale    | Finale    | Finale    | Total | Rang |
| Athlètes | Compétition | Qualifications Poule d'escrime | Qualifications Poule d'escrime | Escrime     | Escrime     | Escrime     | Escrime     | Natation    | Natation    | Natation    | Laser-Run   | Laser-Run   | Laser-Run   | Laser-Run   | Equitation | Equitation | Escrime | Escrime | Escrime | Escrime | Natation | Natation | Natation | Laser-Run | Laser-Run | Laser-Run | Laser-Run | Total | Rang |
| Athlètes | Compétition | Vict.                          | Points                         | Vict.       | BR          | Rang        | Points      | Temps       | Rang        | Points      | Hand.       | Temps       | Rang        | Points      | Rang       | Points     | Vict.   | BR      | Rang    | Points  | Temps    | Rang     | Points   | Hand.     | Temps     | Rang      | Points    | Total | Rang |
| -------- | ----------- | ------------------------------ | ------------------------------ | ----------- | ----------- | ----------- | ----------- | ----------- | ----------- | ----------- | ----------- | ----------- | ----------- | ----------- | ---------- | ---------- | ------- | ------- | ------- | ------- | -------- | -------- | -------- | --------- | --------- | --------- | --------- | ----- | ---- |
|          | Hommes      |                                |                                |             |             | e           |             |             | e           |             |             |             | e           |             | e          |            |         |         | e       |         |          | e        |          |           |           | e         |           |       | e    |

### Taekwondo
| Athlète | Compétition    | Éliminatoires       | Quart de finale     | Demi-finale         | Repêchage           | Finale / CB         | Rang |
| Athlète | Compétition    | Adversaire Résultat | Adversaire Résultat | Adversaire Résultat | Adversaire Résultat | Adversaire Résultat | Rang |
| ------- | -------------- | ------------------- | ------------------- | ------------------- | ------------------- | ------------------- | ---- |
|         | Moins de 57 kg |                     |                     |                     |                     |                     | e    |

### Tennis
| Joueur (n° de tête de série) | Compétition | 1/32e de finale     | 1/16e de finale     | 1/8e de finale      | Quarts de finale    | Demi-finales        | Finale / MB         |
| Joueur (n° de tête de série) | Compétition | Adversaire Résultat | Adversaire Résultat | Adversaire Résultat | Adversaire Résultat | Adversaire Résultat | Adversaire Résultat |
| ---------------------------- | ----------- | ------------------- | ------------------- | ------------------- | ------------------- | ------------------- | ------------------- |
| ()                           | Dames       |                     |                     |                     |                     |                     |                     |

### Tir
| Tireurs | Compétition                  | Qualification | Qualification | Finale | Finale |
| Tireurs | Compétition                  | Points        | Rang          | Points | Rang   |
| ------- | ---------------------------- | ------------- | ------------- | ------ | ------ |
|         | Pistolet à 10 m air comprimé |               | e             |        | e      |

| Tireuses | Compétition                  | Qualification | Qualification | Finale | Finale |
| Tireuses | Compétition                  | Points        | Rang          | Points | Rang   |
| -------- | ---------------------------- | ------------- | ------------- | ------ | ------ |
|          | Pistolet à 10 m air comprimé |               | e             |        | e      |
|          | Pistolet à 25 m              |               | e             |        | e      |

| Tireurs | Compétition                  | Qualification 1 | Qualification 1 | Qualification 2 | Qualification 2 | Finale / MB          | Finale / MB |
| Tireurs | Compétition                  | Points          | Rang            | Points          | Rang            | Adversaires Résultat | Rang        |
| ------- | ---------------------------- | --------------- | --------------- | --------------- | --------------- | -------------------- | ----------- |
|         | Pistolet à 10 m air comprimé |                 | e               |                 | e               | /                    | e           |